# Ernesto

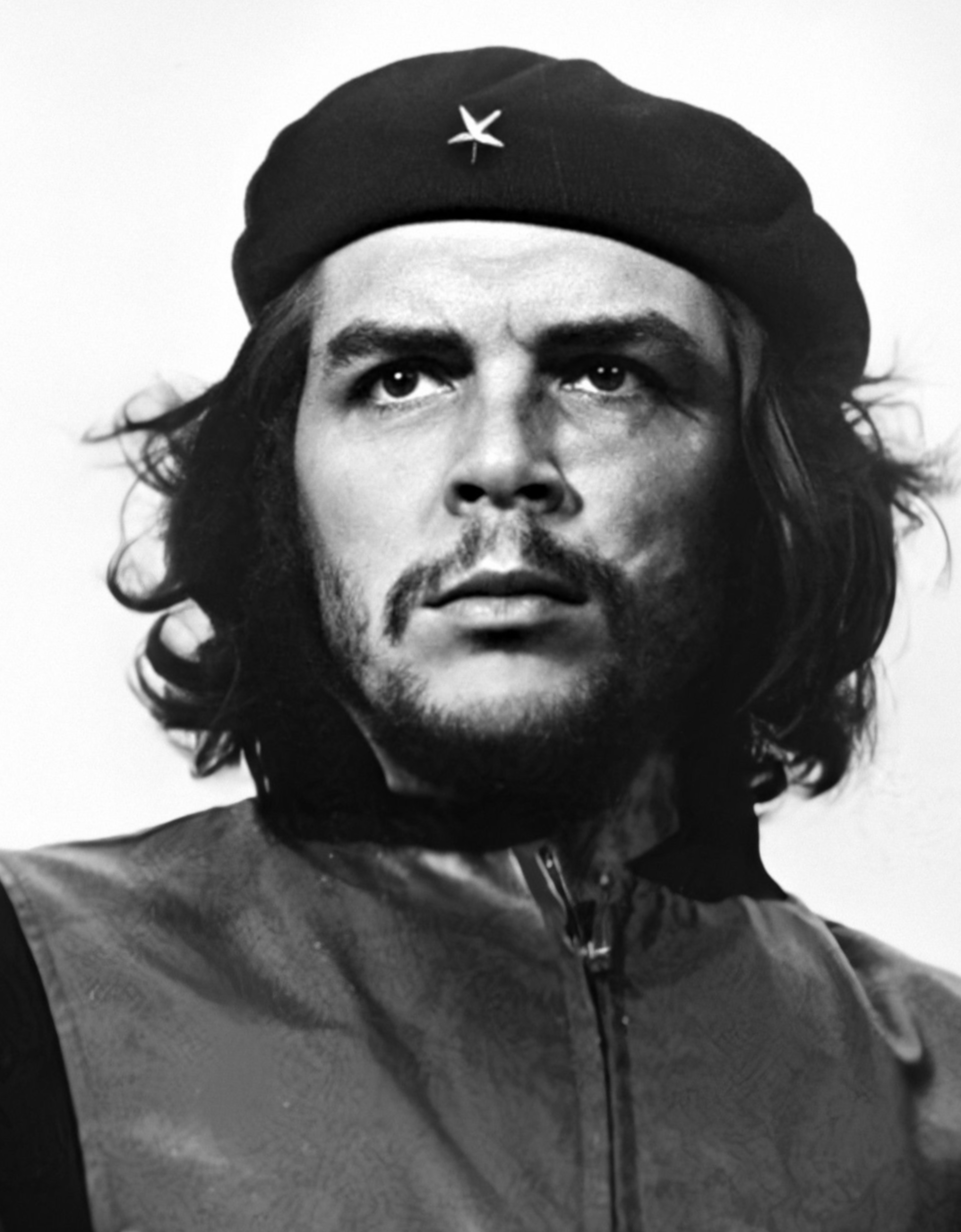
Ernesto “Che” Guevara

Ernesto es un nombre masculino de origen germano, Ernst o Ernust, que significa "perseverante". Su versión femenina es Ernesta o Ernestina.

## Variantes
- Femenino: Ernesta, Ernestina.
- Diminutivo: Ernestico, Ernestito.

| Variantes en otros idiomas | Variantes en otros idiomas |
| -------------------------- | -------------------------- |
| Español                    | Ernesto, Ernestino         |
| Alemán                     | Ernst                      |
| Asturiano                  | Ernestu                    |
| Catalán                    | Ernest                     |
| Checo                      | Arnošt                     |
| Corso                      | Ernestu                    |
| Danés                      | Ernst                      |
| Euskera                    | Arnulba                    |
| Francés                    | Ernest                     |
| Holandés                   | Ernst                      |
| Húngaro                    | Ernő, Erneszt              |
| Inglés                     | Ernest                     |
| Irlandés                   | Earnán                     |
| Italiano                   | Ernesto                    |
| Latín                      | Ernestus                   |
| Letón                      | Ernsts, Ernests            |
| Lituano                    | Ernestas                   |
| Noruego                    | Ernst                      |
| Polaco                     | Ernest                     |
| Portugués                  | Ernesto                    |
| Rumano                     | Ernest                     |
| Ruso                       | Эрнест (Ernest)            |
| Sueco                      | Ernst                      |

## Personajes célebres
- Ernesto "El Bravo" (1027 - 1075), Marqués de Austria, Primer Mangravio de Babenberg, expandió su territorio y peleó junto al emperador Enrique IV muriendo en la Batalla de Langensalza.
- San Ernesto, (? - 1148), monje alemán que participó en la Segunda Cruzada. Se festeja el 7 de noviembre.
- Ernesto Herzog von Bayern-München (1373 - 1438), Duque de Baviera, líder del reinado de Múnich e Ingolstadt.
- Hernesto Augustus (1629 - 1698), duque de Brunswick-Lüneburg, príncipe de Osnabrück y fundador de Hanover.
- Comandante Ernesto, chapa de José Joaquín Valenzuela Levi (1958-1987) revolucionario chileno, líder de la Resistencia Armada contra la dictadura de Augusto Pinochet, miembro del FPMR y acusado del Atentado a Pinochet en 1986
- Ernst Haeckel (1834 - 1919), naturalista y filósofo alemán. Creador del término ecología.
- Ernst Mach (1838 - 1916), físico y filósofo austríaco.
- Ernesto Pugibet (1853 - 1915), empresario franco-mexicano.
- Ernest Rutherford (1871 - 1937), físico y químico neozelandés, Premio Nobel de Química por sus investigaciones en la desintegración de los elementos y en la química de las sustancias radioactivas.
- Sir Ernest Shackleton (1874 - 1922) explorador anglo-irlandés, principalmente recordado por su expedición a la Antártida.
- Sir Ernest Barker (1874 - 1960) político y científico británico.
- Ernst Cassirer (1874 - 1945), filósofo prusiano nacionalizado sueco.
- Sir Ernest Marsden (1889 - 1970) científico coautor del famoso experimento de Rutherford con partículas alfa. Miembro de la Royal Society of New Zealand que presidió.
- Ernst Ludwig Kirchner (1880 - 1938), pintor expresionista alemán.
- Ernst Bloch (1885 - 1977), filósofo alemán. Teórico del marxismo.
- Ernst Jünger (1895 - 1998), escritor, filósofo, novelista e historiador alemán.
- Sir Ernesto de Silva (1887—9 - 1957), banquero magnate y filántropo miembro de Inner Temple.
- Ernest Hemingway (1899 - 1961), famoso novelista ganador del premio Pulitzer.
- Ernst Fischer (1899 - 1972), filósofo, político, escritor y periodista bohemio-checo.
- Ernesto Halffter (1905 - 1989), músico y compositor español.
- Ernesto P. Uruchurtu (1906 - 1997), político mexicano, regente del Departamento del Distrito Federal de 1952 a 1966.
- Ernesto Sabato (1911 - 2011), escritor argentino.
- Ernest Borgnine (1917 - 2012), actor ganador del premio Oscar como mejor actor.
- Ernst von Glasersfeld (1917 - 2010), filósofo y cibernético austro-checo.
- Tito Puente (Ernesto Antonio Puente) (1923-2000), percusionista y compositor estadounidense, uno de los máximos exponentes del Jazz latino
- Ernest Mandel (1923-1995), célebre historiador, economista y político belga de origen alemán.
- Ernesto "Che" Guevara (1928 - 1967), político, guerrillero, escritor y médico nacido en Argentina, líder de la Revolución cubana.
- Ernesto Schiefelbein (1934 - ) político y economista chileno, exministro de Estado de Eduardo Frei Ruiz-Tagle.
- Ernest Lluch, (1937 - 2000) político de Cataluña, doctor en economía asesinado por el grupo ETA.
- Ernesto Sáenz de Buruaga (1956 - ), periodista español.
- Ernesto Zedillo Ponce de León (1951 - ), presidente de México de 1994 a 2000, académico y economista.
- Ernesto Bondy Reyes (1947 - ), ingeniero y escritor hondureño.
- Ernesto Gasco (1963 - ), político español.
- Ernesto de la Peña (1927- 2012), Humanista, filólogo, ensayista, traductor, lingüista, melómano, comentarista y erudito mexicano, miembro de la Academia Mexicana de la Lengua.
- Ernesto Sevilla (1978 - ), Director, realizador, actor, humorista, guionista y presentador de televisión español.